# Arteria uterina
L'arteria uterina è un ramo dell'arteria iliaca interna che irrora l'utero, l'uretere e la parete della vescica urinaria. È l'omologa, nella femmina, dell’arteria vescicolodeferenziale del maschio.

## Decorso
L'arteria uterina di solito deriva dalla divisione anteriore dell'arteria iliaca interna. Decorre sulla parete laterale della cavità pelvica, sul muscolo elevatore dell'ano, poi piega medialmente e, attraversando l'uretere anteriormente, si porta verso l'utero all'interno del legamento cardinale. Raggiunge quindi la porzione sopravaginale del collo dell’utero, e da qui risale verso l’alto con decorso flessuoso, costeggiando il margine laterale dell’utero lungo l’impianto del suo legamento largo. Cammin facendo emette i rami per l’utero stesso. Raggiunto l'angolo tubarico dell’utero, l’arteria uterina si divide in due rami: il ramo ovarico, che si porta nel mesovario dove, lungo il margine anteriore dell’ovaia, si fonde a pieno canale con la terminazione dell'arteria ovarica; il ramo tubarico, che si porta nel mesosalpinge, dove si anastomizza con un ramo dell’arteria ovarica, formando sotto alla tromba uterina un’arcata arteriosa da cui si dipartono i rami per la tromba uterina stessa.
Nel suo percorso dà vita a numerose arterie che scorrono parallele e circondano l'utero, formando anastomosi con gli omologhi vasi controlaterali. Da queste arterie partono le arterie radiali, che vanno verso il centro, attraversando il terzo medio del miometrio, terminando in circa duecento arterie spirali, che dopo un percorso tortuoso attraverso l'endometrio si dividono in molteplici capillari.
L'arteria uterina è il principale apporto di sangue all'utero e si ingrandisce significativamente durante la gravidanza.

## Collaterali
- Arteria tubarica interna che raggiunge la salpinge
- Una branca ovarica destinata all'ovaio

## Importanza nella pratica clinica
Nello screening per la preeclampsia e per il ritardo di crescita intrauterino l'arteria uterina ha un ruolo molto importante, poiché è l'oggetto della valutazione dello spettro Doppler-flussimetrico.